# Ostrów (gmina Wojsławice)
Ostrów – wieś w Polsce położona w województwie lubelskim, w powiecie chełmskim, w gminie Wojsławice. Obok miejscowości przepływa Wojsławka, niewielka rzeka dorzecza Wieprza.
W latach 1975–1998 miejscowość należała administracyjnie do województwa chełmskiego. 
Wieś stanowi sołectwo gminy Wojsławice. Według Narodowego Spisu Powszechnego (III 2011 r.) liczyła 117 mieszkańców i była trzynastą co do wielkości miejscowością gminy Wojsławice.
Wierni Kościoła rzymskokatolickiego należą do parafii św. Stanisława w Bończy.

## Historia
Wieś datowana po raz pierwszy w  1444 roku Należała wówczas do Parafii Rzymskokatolickiej w Bończy. Istnienie wsi potwierdzono w 1462 r. W okresach późniejszych funkcjonuje nazwa Ostrowie w 1564 r. i obecnie brzmiąca nazwa Ostrów od 1606 r.. Ostrów – Kolonia pojawia się w 1970 r. Według opisu Słownika geograficznego Królestwa Polskiego z roku 1886 Ostrów stanowił wieś z folwarkiem w powiecie chełmskim, w ówczesnej gminie Rakołupy, parafii rzymskokatolickiej Wojsławice, obrzędu wschodniego w Rakołupach. Spis z roku   1827 r. wykazał  19 domów zamieszkałych przez 84 mieszkańców. Miejscowość wymieniona na mapie Józefa Michała Bazewicza – ilustrowany atlas Królestwa Polskiego z 1907 r. W 1916 r. wieś należała do gminy Rakołupy. Mieszkały tam wówczas 352 osoby, w tym 15 Żydów.